# Bonítol ratllat

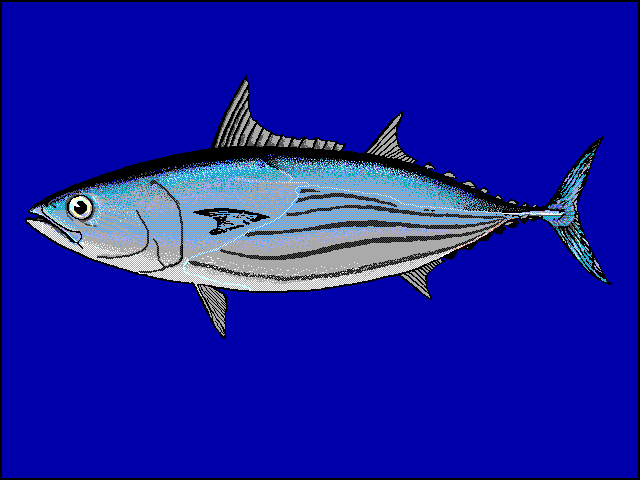
Bonítol ratllat

El bonítol de ventre ratllat, bonítol ratllat o bacoreta ratllada (Katsuwonus pelamis) és una espècie de peix de la família dels escòmbrids i de l'ordre dels perciformes.

## Morfologia
- Els mascles poden assolir els 110 cm de longitud total i els 34,5 kg de pes.
- Semblant al bonítol, bé que de cos més robust.[1]

## Distribució geogràfica
És una espècie cosmopolita en mars i oceans tropicals i temperats, llevat del Mediterrani oriental i de la mar Negra.

## Gastronomia

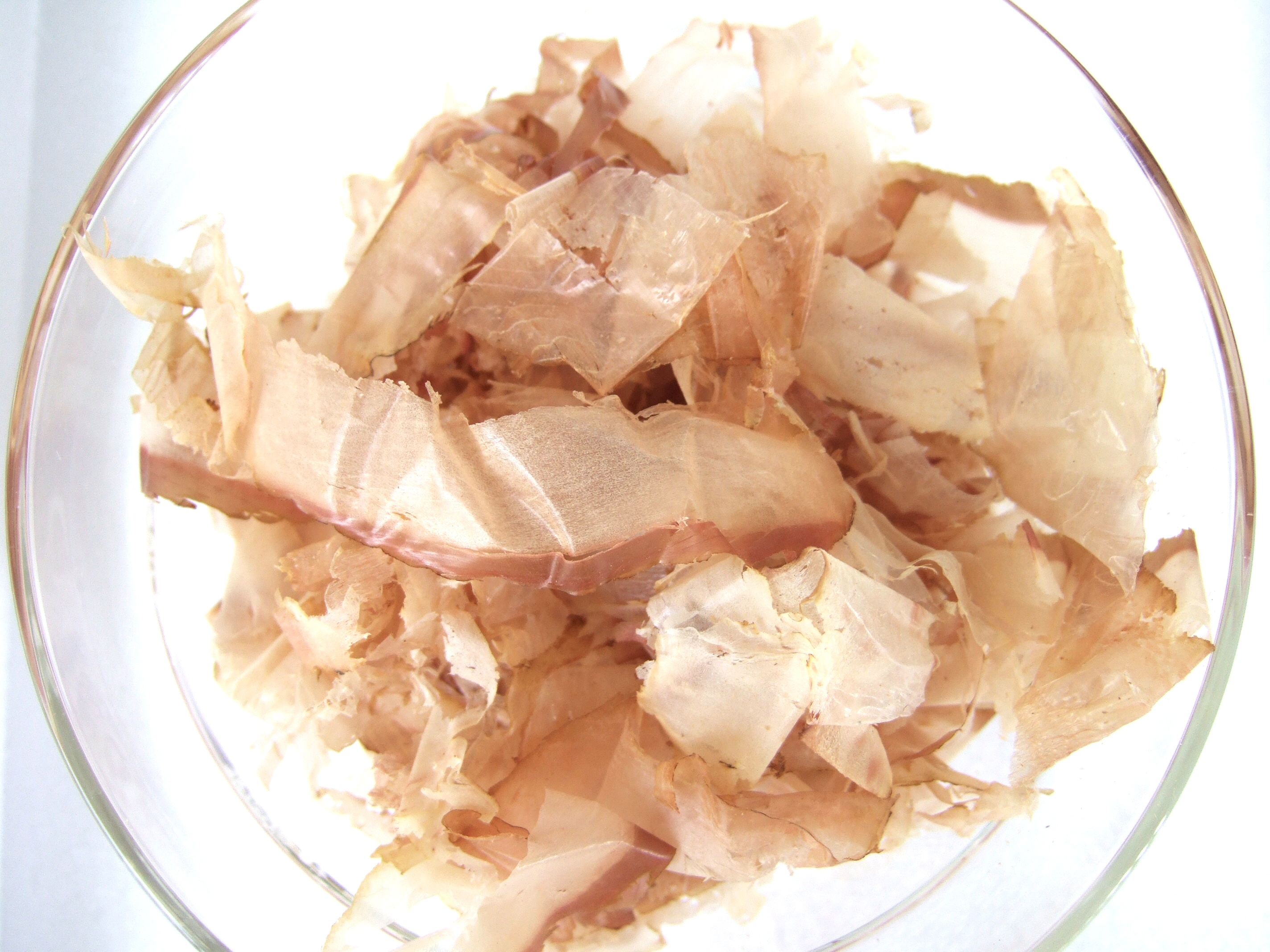
Katsuobushi, ingredient essencial de la cuina japonesa.

El bonítol ratllat és un tipus de tonyina amb la carn ferma, roja i molt agradable al paladar. Tallat en filets frescos i preparat a la brasa o a la planxa, aquest peix sembla gairebé carn de vedella.
També és una de les principals espècies d'escòmbrids que s'envasen com a tonyina en llauna.
És un peix molt apreciat al Japó on es coneix com a "katsuwo" カツオ, nom que ha donat origen al gènere Katsuwonus. La seva carn es menja crua, curada o cuinada, també s'aprecien la fresa i les tripes, entre altres òrgans que té al ventre.
Amb el bonítol ratllat es prepara el "katsuwo no shiokara" (カツオの塩辛), una pasta (shiokara) que té un gust que recorda a les anxoves salades de la cuina del Mediterrani, però amb una textura molt diferent.
Aquest peix també es fa servir per fer els "katsuobushi" かつおぶし, flocons de tonyina fumada i assecada, molt importants com a condiment de moltíssims plats de la cuina japonesa, com el dashi (だし), brou de peix fundamental a la taula del país del sol ixent.